# Ninh Cường, Hán Trung
Ninh Cường (chữ Hán phồn thể:寧強縣, chữ Hán giản thể: 宁强县, âm Hán Việt: Ninh Cường huyện) là một huyện thuộc địa cấp thị Hán Trung, tỉnh Thiểm Tây, Cộng hòa Nhân dân Trung Hoa. Huyện này có diện tích 3243 ki-lô-mét vuông, dân số năm 2002 là 330.000 người. Mã số bưu chính của huyện Ninh Cường là 724400. Về mặt hành chính, huyện này được chia thành 11 trấn, 12 hương.
- Trấn: Hán Nguyên, Cao Trại Tử, Đại An, Đại Gia Bình, Dương Bình Quan, Yến Tử Biêm
- Hương: Thanh Mộc Xuyên, Quảng Bình, Thiết Tỏa Quan, Hồ Gia Bá, Mao Bá Hà, Thư Gia Bá, Trích Thủy Phô, Miếu Bá, Khoan Xuyên, Nam Bình, Đông Hoàng Câu, Khủng Gia Hà, Tằng Gia Hà, Song Hà, Trúc Bá Hà, Thương Xã, Thái Dương Lĩnh, Cự Đình, Quan Nhạc Hà, Bá Hải Hà, Thủy Điền Bình, Nhị Lang Bá, Hoàng Bác Dịch, Phù Bình Câu, Quan Khẩu Bá, Thiền Gia Nham.